# 1765 en architecture
| Années de l'architecture : 1762 - 1763 - 1764 - 1765 - 1766 - 1767 - 1768    |
| Décennies de l'architecture : 1730 - 1740 - 1750 - 1760 - 1770 - 1780 - 1790 |

Cet article présente les faits marquants de l'année 1765 en architecture.

## Réalisations

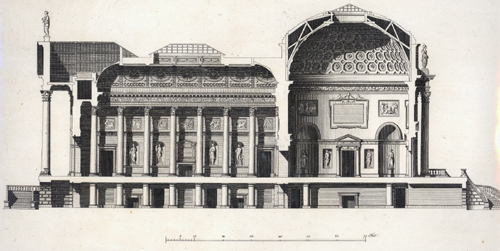
Kedleston Hall, en coupe, par Robert Adam

- Robert Adam construit Kedleston Hall (1765-1770), dans le Derbyshire.
- Charles De Wailly reçoit la commande du château de Montmusard près de Dijon (Côte-d'Or). La construction est achevée en 1769.

## Événements
- En France, François Boucher devient directeur de l’Académie royale de peinture et Premier peintre du Roi.
- L'abbé Laugier publie ses Observations sur l'architecture[1].

## Récompenses
- Prix de Rome : Jean-François Heurtier (premier prix).

## Naissances
- 25 mai : Nicolas Jacques Antoine Vestier († 4 avril 1816).

## Décès
- 26 juin : Martin I Goupy.
- 29 juin : François Dominique Barreau de Chefdeville (°1725).
- Jean-Louis Pollevert.
- Anselm Franz Freiherr von Ritter zu Groenesteyn.